# San José, Magdalena Tequisistlán
San José är en ort i Mexiko.   Den ligger i kommunen Magdalena Tequisistlán och delstaten Oaxaca, i den sydöstra delen av landet, 500 km sydost om huvudstaden Mexico City. San José ligger 167 meter över havet och antalet invånare är 263.
Terrängen runt San José är kuperad åt sydväst, men åt nordost är den platt. Runt San José är det ganska glesbefolkat, med 42 invånare per kvadratkilometer. I omgivningarna runt San José växer huvudsakligen savannskog.